# 9 de Julio (1841)
La goleta Nueve de Julio fue un buque de la Armada Argentina partícipe de los conflictos con Francia, Inglaterra y Uruguay entre 1840 y 1845.

## Historia
Durante la Guerra Grande que enfrentó a la Confederación Argentina y al depuesto presidente uruguayo Manuel Oribe con las fuerzas riveristas que contaban con el apoyo de los exiliados del Partido Unitario, el mercante William Jenkins de matrícula de Baltimore, de 20 m de eslora, 5 de manga, 3 de puntal y un calado de 1.5 m, con un porte 86 tn, fue adquirido por Rivera e integrado a la escuadra oriental con el nombre de Palmar al mando de Guillermo Mason. Tras sufrir un motín el 24 de mayo de 1841 se entregó a la escuadra de la Confederación.
Incorporada con el nombre de 9 de Julio al mando del teniente Tomás Craig y montando 1 gónada de a 18 giratoria y 4 cañones de a 8 (dos por banda) intervino en la persecución de la goleta Luisa durante el bloqueo a Montevideo. En octubre se hizo cargo del mando el capitán Guillermo Bathurst y estuvo presente  en el combate del 6 de diciembre de 1841 en el que fue apresado el Cagancha.
Afectada por un fuerte temporal, el 17 de diciembre de 1841 arribó al puerto de la ciudad de Buenos Aires con graves daños. Reparada, en 1842 al mando del teniente Eduardo Ignacio Brown y Chitty, hijo del almirante Guillermo Brown, operó en corso sobre Colonia del Sacramento y en marzo se sumó brevemente al bloqueo de la capital oriental, para pasar en el mes de abril a los Pozos para efectuar nuevas reparaciones. En julio zarpó con el General Belgrano en persecución de la escuadrilla oriental como nave insignia de la escuadra al mando de Guillermo Brown participando de la campaña de Costa Brava.
Tras la victoria, el 9 de septiembre de 1842 regresó a Buenos Aires pasando a operar en aguas del río Paraná. En octubre pasó al área de Gualeguaychú regresando luego a Buenos Aires, permaneciendo en Balizas interiores hasta fines de ese año.
En enero de 1843 regresó al bloqueo de Montevideo al mando de Eduardo Ignacio Brown. El 13 de ese mes tuvo un conflicto con el buque de guerra francés Arethuse que protegía una ballenera corsaria uruguaya mandada por un oficial de la marina de guerra francesa.
El suceso se agravó por los desplantes y agresiones francesas, requiriendo la intervención personal de Brown y la mediación del comandante del HMS Phanton, el arresto del corsario francés, la devolución de su presa y como contrapartida la remisión de la 9 de Julio a Buenos Aires para juzgar a su comandante, quien fue penado un año de suspensión de empleo y prisión.
Pasó al mando del teniente José M.González al bloqueo de Maldonado, pero en una nueva intervención de las marinas extranjeras el 13 de abril de 1843 fue interceptado y detenido a cañonazos junto al General Echagüe por las naves de guerra inglesas HMS Alffred y HMS Philomel.
La acción de naves de poder de fuego superior y bandera supuestamente neutral motivó que el almirante Brown arriara su pabellón como señal de protesta. El hecho fue resuelto tres días después al recibir Brown satisfacción del agravio.
En abril de 1843 el 9 de Julio operó en corso sobre el sector de Santa Lucía y Punta Yeguas junto con el bergantín goleta Vigilante hasta que en mayo regresó a Buenos Aires.
En junio regresó al bloqueo pero en julio pasó nuevamente a reparaciones en el Riachuelo. Una vez efectuadas pasó a operar sobre el río Paraná pero sufrió un motín en Zárate que tras ser reducido provocó el fusilamiento de seis de sus cabecillas.
En agosto regresó al bloqueo bajo el mando del capitán Juan Fitton y el 2 de noviembre retomó su comando Eduardo Brown. En enero de 1844 ahora bajo el mando del teniente 1° Álvaro José de Alzogaray bombardeó Maldonado como acción previa a un desembarco que finalizó en la ocupación de esa plaza. Al ser acusado su comandante de crueldad por el ataque efectuado, fue relevado del mando que reasumió Eduardo Brown.
Apoyando el bloqueo operó cuatro meses sobre la costa uruguaya hasta que en el mes de septiembre tuvo un nuevo y grave incidente, esta vez con un buque de guerra de bandera norteamericana, el USS Congress. Tras un enfrentamiento sin definición con naves de guerra orientales, en octubre paso a reparaciones en Ensenada de Barragán y se reincorporó nuevamente al bloqueo en diciembreal mando del capitán Santiago Maurice.
En enero de 1845 cargó pertrechos en Buenos Aires y al mando del teniente Enrique Green en febrero regresó a la escuadra bloqueadora. Durante los siguientes meses comandado por el teniente Juan Starost participó de acciones menores (persiguió a un lanchón y dos balleneras uruguayas que se perdieron al encallar en la costa) hasta que el 3 de agosto de 1845, en lo que se conoce como el "robo de la Escuadra Argentina", fue uno de los buques capturados en la bahía de Montevideo por las escuadras británica y francesa sin mediar declaración de guerra.
En el reparto de los buques la 9 de Julio fue asignada a Francia, y con el nombre de Venus fue destinada al bloqueo de Buenos Aires junto al HMS Curacao. Tras la Batalla de la Vuelta de Obligado patrulló las aguas del Paraná hasta finalizar ese año.
En 1846 pasó brevemente a operar bajo bandera oriental al mando de un oficial de marina francés apellidado Giraud. El 11 de noviembre de 1846 encontrándose en aguas del Yaguary se produjo un motín a bordo siendo asesinado su comandante. Tras ser parcialmente desarmada, sufrió dos nuevos motines y fue finalmente abandonada en un afluente del río Uruguay. En 1847 sus restos fueron desguazados para leña.